# Herpes
Herpes er en viral sygdom, forårsaget af virus fra herpesvirus-familien herpesviridae, der refererer til 218 kendte arter af herpesvirus, som inficerer mennesker og dyr. Det medicinske term 'herpesvirus' refererer til en gruppe af 8 herpesvira, som deler en række karakteristika og som kan inficere mennesker. Hvor mange fagfolk omtaler de 8 herpesvira som herpes, forbinder ikke-fagfolk ofte herpes med udbrud ved munden (herpes labialis), og/eller herpes på kønsorganerne (herpes genitalis). Herpes er disse steder forårsaget af herpes simplex virus 1 og 2.
| Alfaherpesvirinae  | Human herpesvirus 1 (HHV-1) | Herpes simplex virus 1 (HSV-1)            | Forkølelsessår og herpes   |
| Underfamilie       | Navn                        | Synonym                                   | Folkemunde                 |
|                    | Human herpesvirus 2 (HHV-2) | Herpes simplex virus 2 (HSV-2)            | Forkølelsessår og herpes   |
|                    | Human herpesvirus 3 (HHV-3) | Varicella-zoster virus (VZV)              | Skoldkopper og helvedesild |
| Betaherpesvirinae  | Human herpesvirus 5 (HHV-5) | Cytomegalovirus (CMV)                     |                            |
|                    | Human herpesvirus 6 (HHV-6) | HHV-6A og HHV-6B                          |                            |
|                    | Human herpesvirus 7 (HHV-7) | HHV-7                                     |                            |
| Gammaherpesvirinae | Human herpesvirus 4 (HHV-4) | Epstein-Barr virus (EBV)                  | Mononukleose (kyssesyge)   |
|                    | Human herpesvirus 8 (HHV-8) | Kaposis sarcoma associereret virus (KSHV) |                            |

## Herpes Simplex Virus 1
Sygdomme: Læsioner ved munden (forkølelsessår), næsen, halsen, øjnene, fingrene, penis, vagina, endetarm
Komplikationer: Blindhed, neonatal herpes, hjernebetændelse (encephalitis), meningitis, muligvis ansigtslammelse (Bell's palsy)
Smitteveje: Hudkontakt og kropsvæske (skedesekret, sæd, tårer og spyt, samt fra mor til nyfødt under fødslen
Behandling: Antiviral medicin
Vaccine: Nej

## Herpes Simplex Virus 2
Sygdomme: Oftest udbrud ved penis, vagina, endetarm, og i sjældne tilfælde læsioner ved munden (forkølelsessår), og i øjnene
Komplikationer: Blindhed, neonatal herpes, hjernebetændelse (encephalitis), meningitis, muligvis ansigtslammelse (Bell's palsy)
Smitteveje: Hudkontakt og kropsvæske (skedesekret, sæd, tårer og spyt), samt fra mor til nyfødt under fødslen
Behandling: Antiviral medicin
Vaccine: Nej

## Varicella-zoster virus (VZS)
Sygdomme: Skoldkopper og helvedsild
Komplikationer: Lungebetændelse, hepatitis, hjernebetændelse og postherpetisk neuralgi
Smitteveje: Hudkontakt og luftbåren smitte
Behandling: Antiviral medicin
Vaccine: Til børn Varilix, til ældre over 60 år findes Zostavax

## Cytomegalovirus
Sygdomme: Oftest er der ikke forbundet nogen sygdom med infektion, dog ses mononukleose af og til  
Komplikationer: Gravide som bliver smittet, risikerer at få et barn med en række problemer. Folk som har et dårligt immunforsvar, grundet fx HIV, kemoterapi eller organtransplantation, kan opleve at virusset reaktiveres 
Smitteveje: Luftbåren smitte, fra blod og transplanterede organer 
Behandling: Antiviral medicin
Vaccine: Nej

## Human herpes Virus 6
Sygdomme: Roseola i småbørn
Komplikationer: hjernebetændelse (encephalitis)
Smitteveje: Luftbåren smitte
Behandling: Ingen
Vaccine: Nej

## Human herpes Virus 7
Sygdomme: Udslæt og kløe på kroppen ved børn
Komplikationer:
Smitteveje: Luftbåren smitte
Behandling: Ingen
Vaccine: Nej

## Epstein-Barr virus (EBV)
Epstein-Barr virus er en oncovirus
Sygdomme: Mononukleose (kyssesyge)
Komplikationer: Infektion i lever og milt
Smitteveje: Luftbåren smitte og kropsvæske (spyt)
Behandling: Nej
Vaccine: Nej

## Kaposis sarcoma associereret virus (KSHV)
Kaposis sarcoma associereret virus er en oncovirus
Sygdomme: Hudkræft (oftest ved HIV-patienter)
Komplikationer:  Spredning af kræft til andre steder i kroppen
Smitteveje: Ukendt
Behandling: Antiviral medicin
Vaccine: Nej